# Џули Боуен
Џули Боуен (енгл. Julie Bowen; 3. март 1970) америчка је глумица позната по улогама Карол Веси у серији Ед, Дениз Бауер у серији Бостонски адвокати, Саре Шепард у серији Изгубљени и Клер Данфи у ситкому Модерна породица, која јој је донела две награде Еми (од укупно пет номинација) у категорији Најбоља споредна женска улога у хумористичкој серији.